# Středočeská integrovaná doprava

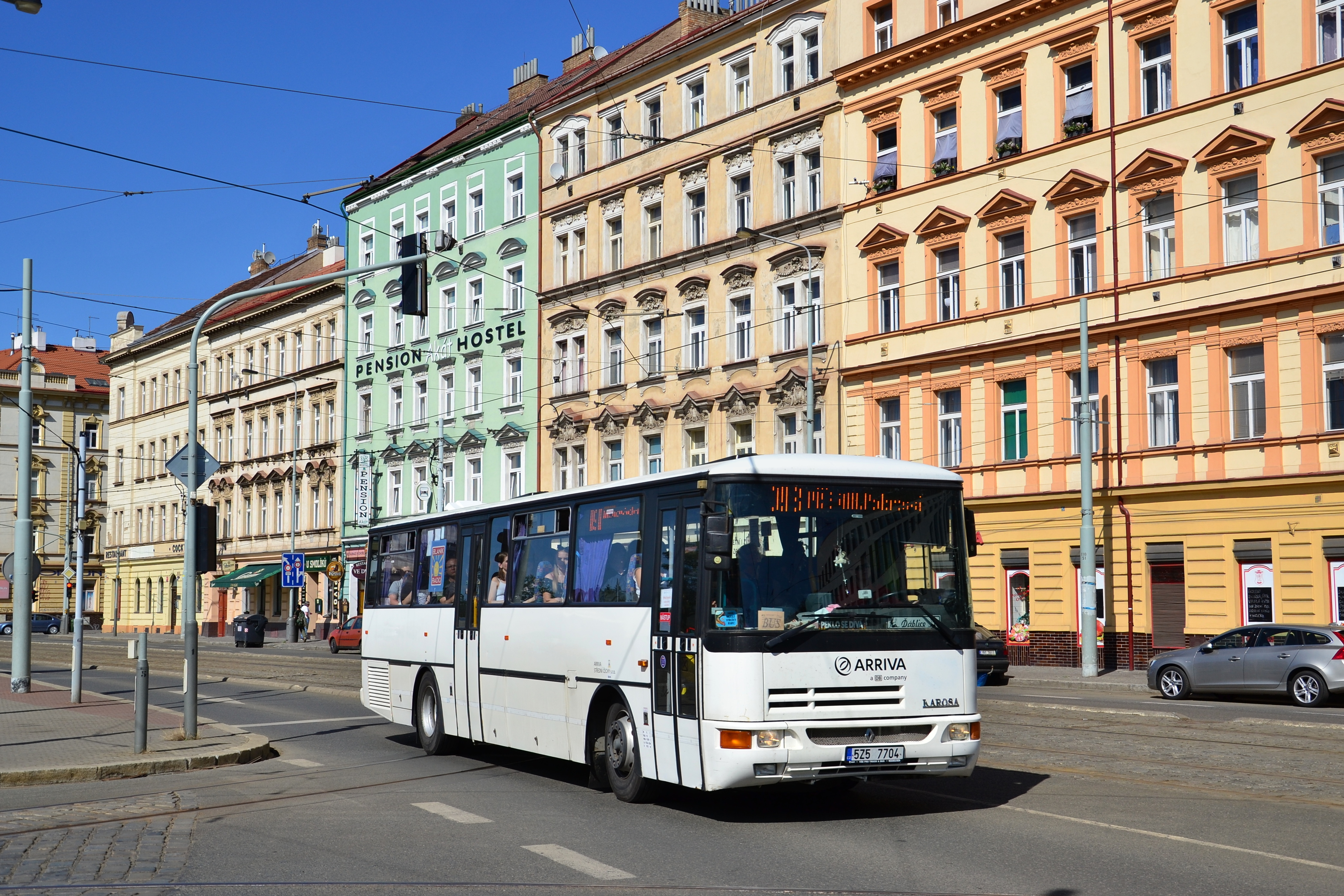
Vůz linky SID D98 do Příbrami projíždí ulicí Nádražní

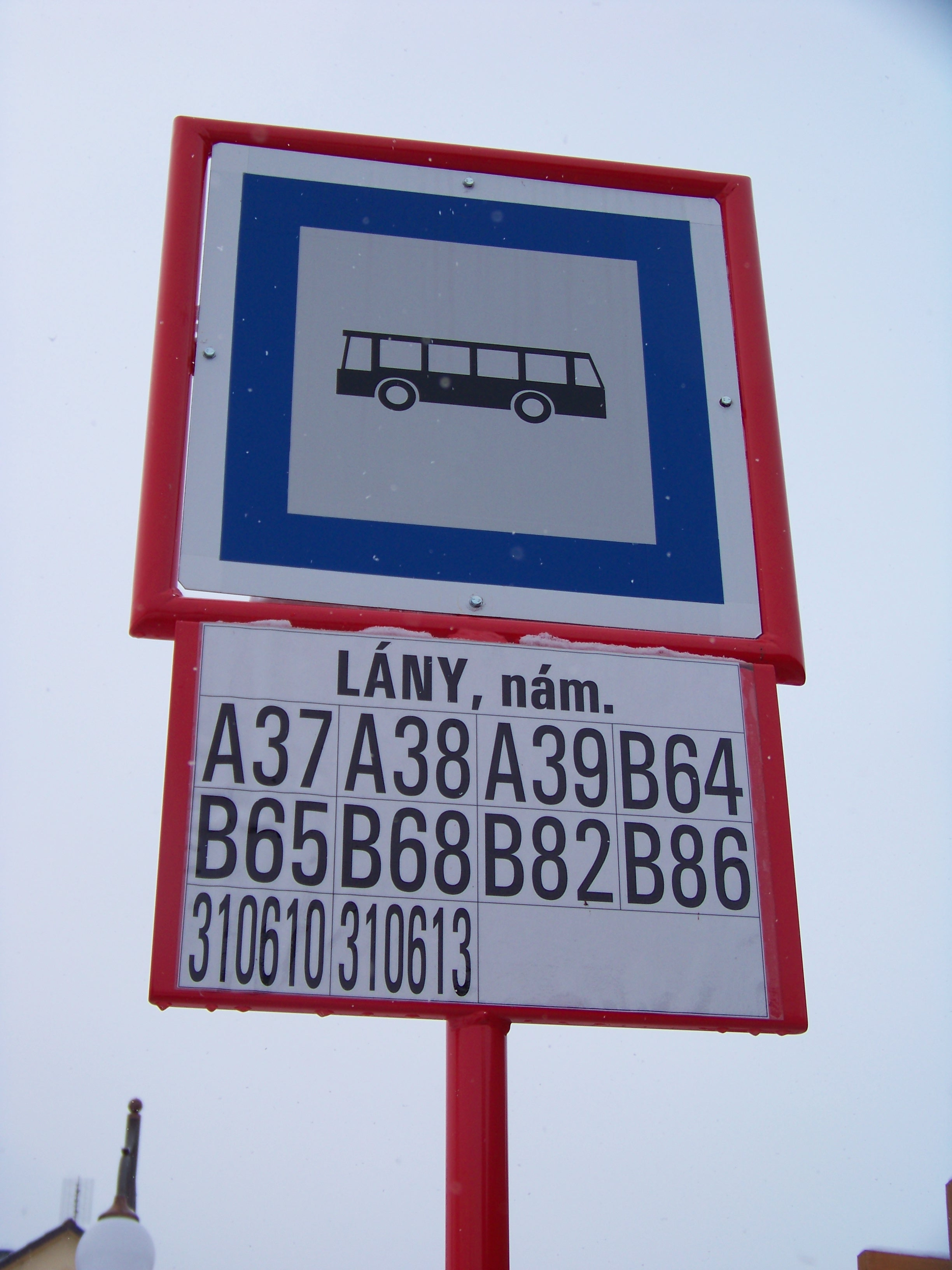
Označení autobusových linek v Lánech

Středočeská integrovaná doprava (SID) byl v letech 2005–2022 integrovaný dopravní systém zahrnující autobusové linky v několika oblastech Středočeského kraje; některé linky SID zajížděly i do Prahy. Charakteristické pro linky SID bylo alfanumerické označení, kde prvním znakem bylo písmeno označující pořadí okresu a za ním následovalo dvojciferné číslo. První zárodky integrace započaly v roce 2000, za den vzniku SID se považuje 1. červenec 2005 a postupný rozvoj byl plánován do roku 2015. Do budoucna se uvažovalo o i zapojení železniční dopravy do SID, k tomu však nikdy nedošlo, protože byla zaintegrována na celém území kraje přímo do PID. V roce 2013 bylo rozhodnuto o sloučení Středočeské integrované dopravy a Pražské integrované dopravy, to bylo uskutečněno postupným rozšiřováním PID na úkor SID, které bylo započato v roce 2017 a završeno k 12. červnu 2022, kdy Středočeská integrovaná doprava definitivně zanikla. 
Integrace spočívala zejména ve sjednocování městské hromadné dopravy některých měst kraje s příměstskou a regionální autobusovou dopravou, zajištění stanovených standardů dopravní obslužnosti po celém území kraje, zavedení zónového tarifu, jednotné platební karty a nového číslování linek. Počítalo se rovněž s jednotným informačním systémem pro cestující a celým telematickým systémem, který měl zahrnovat sledování polohy a pohybu vozů systémem GPS, poskytování získaných dat centrálnímu dopravnímu informačnímu středisku (CEDIS), datové propojení se systémem IDOS, koordinaci návazností spojů, vyhodnocování a kontrolu provozu z archivovaných dat, operativní informace pro cestující atd.
Systém SID organizoval zpočátku přímo odbor dopravy z pozice dopravního úřadu pro Středočeský kraj a samosprávné orgány Středočeského kraje. Na rozdíl od jiných obdobných integrovaných systémů nebyla k organizování zřízena žádná zvláštní právnická osoba, třebaže projektování systému bylo zadáváno například firmě UDI Morava. Po rozhodnutí o náhradě SID rozšířením PID byla organizace SID i dosud neintegrovaných linek svěřena od ledna 2017 jednotně nové organizaci IDSK, která během 4 a půl let transformovala linky SID na linky PID.

## Forma integrace

### Elektronické peněženky
V autobusech ČSAD Kladno a. s. byla možnost platby kartou zavedena již 1. července 2000. Další dopravci v SID se k tomuto standardu připojili a mnohá jednání nasvědčovala tomu, že clearingové dohody by mohly umožnit vzájemnou integraci platebních karet většiny systémů veřejné dopravy v ČR. V té době existovalo v autobusové dopravě v republice 8 různých systémů. V tomto projektu se používal pojem Národní dopravní karta (NDK).

### Zónový tarif
Rovněž zónový tarif, inspirovaný například IDS Jihomoravského kraje, měl být vzorem pro krajské integrované systémy v ostatních krajích. Tím by z hlediska cestujících tvořila veřejná doprava v České republice jeden integrovaný systém, i když jeho součásti by byly financovány z různých krajů a obcí. Jízdné v zónovém tarifu se počítá nikoliv podle počtu kilometrů, ale podle počtu projetých zón. Zónu tvoří zpravidla několik menších obcí podle přirozených spádových vztahů nebo jedna větší. Nejprve byly číslovány v jednotlivých oblastech SID samostatně, později se počítalo s jejich přečíslováním.

### Označování linek

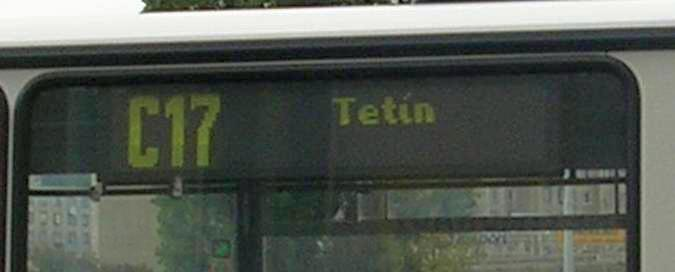
Boční informační tabule autobusu s označením linky SID z Berouna

Linky SID byly v informačním systému pro cestující zkráceně označovány písmenem a dvojciferným číslem. Písmeno označovalo okres, z nějž linka vycházela, v pořadí od severu zhruba proti směru hodinových ručiček.
- A okres Kladno
- B okres Rakovník
- C okres Beroun
- D okres Příbram
- E okres Benešov
- F okres Kutná Hora
- G okres Kolín
- H okres Nymburk
- I okres Mladá Boleslav
- J okres Mělník
- okres Praha-východ, okres Praha-západ a hlavní město Praha vlastní označení neměly, zasahovaly do nich linky SID z okolních okresů.

Postup přečíslování:
- Linky KLID: převážně městské linky byly označeny čísly 1–19, regionální linky v oblasti Kladno od čísla 22 do 86. Krátké označení regionálních linek bylo tvořeno i písmenem (například A33, B82), ale v jízdních řádech začalo být písmeno uváděno až v listopadu 2005.
- Linky firmy Connex Východní Čechy a. s. v oblasti Kutné Hory a Čáslavi byly přečíslovány se zavedením SID k 17. 7. 2005.
- Linky SID firmy Anexia s. r. o. na Rakovnicku byly přečíslovány k 1. 9. 2005.
- Linka SID Benešovska byla přečíslována k 28. 5. 2006 (E11).
- Linky SID na Berounsku (PROBO TRANS BEROUN spol. s r. o.) byly přečíslovány k 28. 5. 2006.
- 15 linek Okresní autobusové dopravy Kolín s. r. o. na Kolínsku bylo přečíslováno k 1. 9. 2006
- Šestimístná čísla linek SID dopravce PROBO TRANS BEROUN spol. s r. o. změněna od 10. 12. 2006 tak, aby jejich koncové dvojčíslí odpovídalo již dříve zavedeným krátkým označením linek (C10–C27, C31–C49, D87, D88, B89).
- Přečíslování 25 linek dopravce ČSAD Slaný (220108–220133 na 220065–220089) a jedné linky dopravce Zdeňka Lamera (220218 na 220099) od 10. 12. 2006 kvůli budoucímu zařazení do SID.

## Historie rozvoje

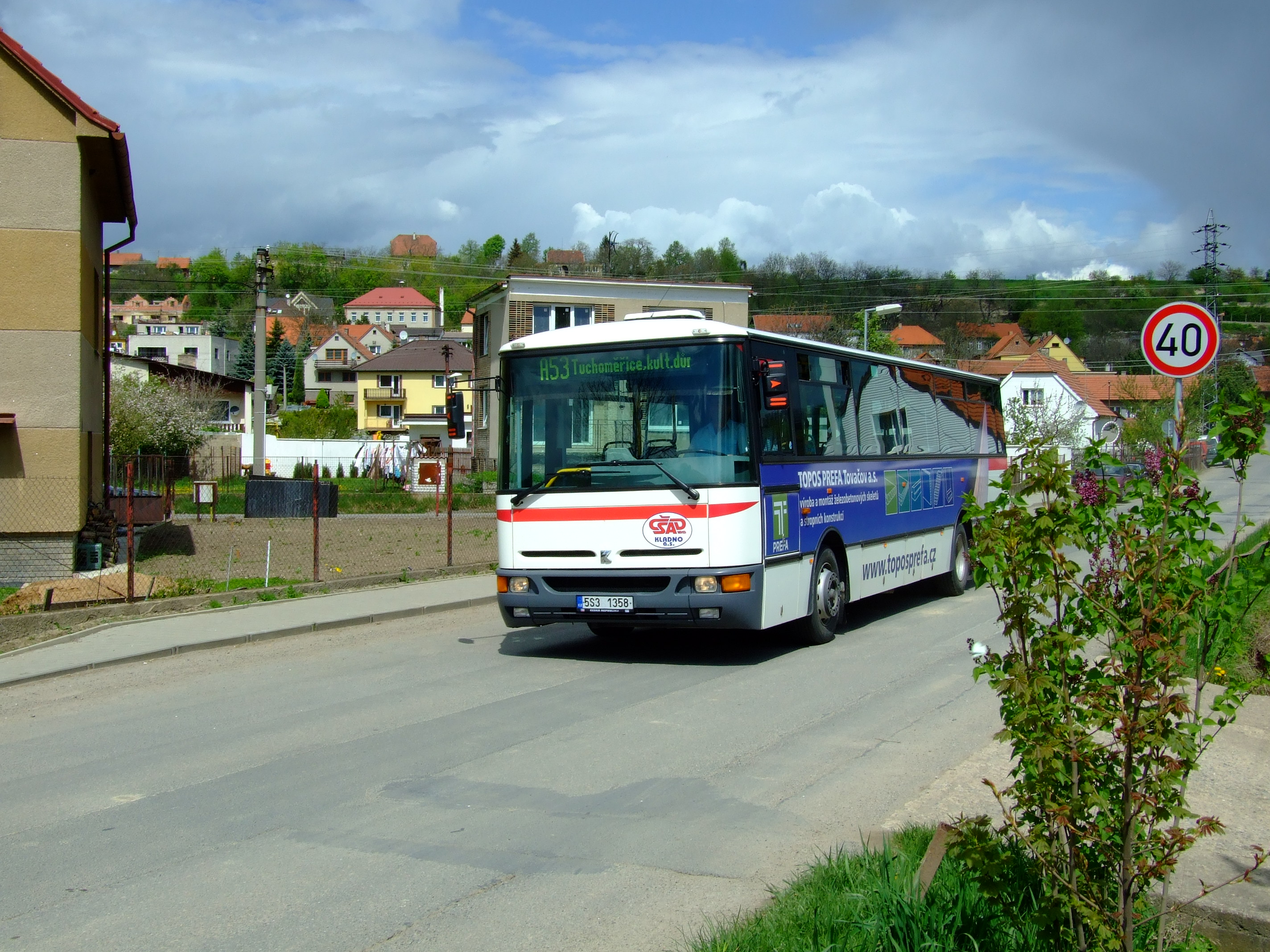
Autobus ČSAD Kladno na lince SID A53 v Tuchoměřicích

- 15. 12. 2003 zahájen pilotní projekt clearingu „čipových peněženek“ mezi PROBO TRANS Beroun s. r. o. a ČSAD Kladno a. s.
- 1. 9. 2004 vznik IDS Benešovska - jediná linka ČSAD Benešov a. s. 200001 na trase Benešov–Vlašim, pásma 1, 2 a 3, později přečíslovaná.
- 1. 9. 2004 IDS KLID (ČSAD Kladno a. s.) rozšířen prodloužením městské linky č. 2 do Brandýsku a Cvrčovic.
- 1. 11. 2004 do IDS KLID zaintegrovány linky 34, 35, 39, 40, 41, 44 v oblasti jihozápadně od Kladna (Bratronice, Zbečno, Stochov, Lány, Nové Strašecí).
- 2. 1. 2005 zahájena Integrovaná doprava Berounska (IDB). Zúčastněno je 20 obcí ve čtyřech zónách (č. 1, 9, 10, 11) a jeden dopravce — PROBO TRANS Beroun s. r. o. Uznává i čipové karty dopravců ČSAD Kladno a. s. a Anexia s. r. o.
- 27. 6. 2005 Zastupitelstvo Středočeského kraje schválilo program rozvoje SID, standardy dopravní obslužnosti a tarif SID (usnesení 5 až 7 -5/2005/ZK).
- 1. 7. 2005 zaintegrovány do IDS KLID linky ČSAD Kladno do oblasti měst Praha, Unhošť, Beroun, Hořovice, Příbram a Kralupy nad Vltavou. KLID se tak na několíka místech prolíná z PID a IDB.
- 17. 7. 2005 spuštěn zkušební provoz první etapy Středočeského integrovaného systému na Kutnohorsku (IDS KH).[1] Změna spočívá zejména ve vytvoření tarifních zón a rozsáhlém přečíslování linek dopravce Connex Východní Čechy a. s. v okolí Kutné Hory (F11 až F25), Čáslavi (linky F41 až F56), Zbraslavic, Uhlířských Janovic a Zruče nad Sázavou (F65 až F71), regionálních linky přicházejících z Východočeského kraje (F72 až F80) a MHD v Kutné Hoře (F01 až F06)
- 1. 9. 2005 v rámci IDS KH zřízena linka F40 jako MHD v Čáslavi.
- 1. 9. 2005 rozšíření systému IDB směrem do Nového Jáchymova a Příbrami.
- 1. 9. 2005 na Rakovnicku je nenápadně zavedena Středočeská integrovaná doprava (SID). Vznik SID spočívá v přečíslování linek MHD Rakovník (linky B1 až B4) a části regionálních linek dopravce ANEXIA s. r. o. (linky B51 až B54 a B69).
- 1. 11. 2005 až 11.12.2005 linky KLID přečíslovány do formátu číslování linek v SID
- 11. 12. 2005 do IDB začleněny linky do Prahy, rozšíření IDB o zóny 19, 20, 21
- 20. 12. 2005 na Rakovnicku na linkách Anexia s. r. o. zaveden ceník SID
- 26. 2. 2006 do SID se zapojuje dopravce ČSAD Slaný a. s. (ze skupiny ICOM transport) dvěma linkami na Velvarsku (220060/A60 Kladno – Velvary a 220091/A91 Velvary – Nová Ves)
- 26. 2. 2006 z Kladna do Slaného zavedena po lince 9 další linka MHD Kladno - č. 12.
- 1. 4. 2006 rozšíření SID o několik linek na Rakovnicku, zatím jen přečíslování
- 28. 5. 2006 rozšíření SID do několika dalších obcí na Rakovnicku a Berounsku. Zavedení zkráceného číslování zbývajících linek SID, u nichž ještě nebylo zavedeno (Benešovsko a Berounsko).
- V průběhu roku 2006 má být tarif KLID sjednocen s tarifem SID
- 1. 9. 2006 přečíslováno 15 linek firmy Okresní autobusová doprava Kolín s. r. o., tarif však zatím zůstává původní
- 1. 9. 2006 tři další linky PROBO TRANS Beroun s. r. o. (směr Řevnice, Zadní Třebaň) zařazeny do SID, z nich však pouze jedna přečíslována
- 1. 9. 2006 šest dalších linek Anexia s. r. o. na Rakovnicku zařazeno do SID.
- 10. 12. 2006 přečíslování mnoha linek na Berounsku a Slánsku
- 10. 12. 2006 první linka SID na Nymbursku, H10 (270010) Nymburk–Kolín, dopravce ČSAP.
- 4. 3. 2007 rozšíření SID na Nymbursku (26 linek), 5 nových linek SID na severovýchod od Kolína (například směr Týnec nad Labem, Bernardov, Žiželice)
- 1. 4. 2007 začal platit nový tarif SID
- 10. 6. 2007 do SID začleněno 5 linek v oblasti Týnce nad Labem (G16–G20, Connex Východní Čechy a. s.)
- 10. 6. 2007 linky dopravce ČSAD POLKOST navazující na linky PID byly zaintegrovány do SID (G39 a F81 navazují na linku PID 381, F87 navazuje na linku PID 387) (i nadále přejíždějí mezi linkami přímé spoje). Tento dopravce tím poprvé vstupuje do systému SID.
- 10. 6. 2007 linky dopravce OAD Kolín, jejichž část trasy je zařazena do PID, byly ve zbylé části zaintegrovány do SID, formálně i nadále jako navazující linky, avšak s přímými spoji (398 – má toto označení v obou systémech, tj. obě navazující ilnky, na 433 navazuje H41, na 443 navazuje H42).
- 17. 9. 2007 Zastupitelstvo Středočeského kraje schválilo zařazení dopravce CUP TOUR bus, spol. s r. o., do Středočeské integrované dopravy od 1. ledna 2008. Doprava tohoto dopravce na trase Praha – Příbram bude do systému základní dopravní obslužnosti zahrnuta již před tím.[2]
- 9. 12. 2007 Doprava na trase Praha-Dobříš-Příbram sloučena do tří linek SID (302097 až 302099, tj. D97 až D99) provozovaných společně dopravci CUP TOUR bus s. r. o., BOSÁK BUS spol. s r. o., Connex Příbram, s. r. o.[3] Provozování jedné linky více dopravci téměř vymizelo se zákonem o silniční dopravě 111/1994 Sb., linky Praha–Příbram jsou tedy návratem k dříve běžné praxi, avšak tentokrát s účastí nestátních dopravců.
- 9. 12. 2007 do SID začleněny linky ČSAD Benešov a. s. v okolí Vlašimi: E09–E10, E13–E16, E20–E43, F64
- 3. 3. 2008 byla zavedena bezplatná přeprava na lince C09 (MHD Hořovice)
- 1. 7. 2008 na linkách Praha-Dobříš-Příbram byly linky společně provozované dvěma či třemi dopravci opět rozděleny tak, že každý dopravce provozuje linkou pod jiným licenčním číslem linky. Označení linky SID však i nadále mají linky společné (D97 = 302097 + 303097, D98 = 300098 + 302098 + 303098, D99 = 302099 + 303099).
- 14. 6. 2009 rozšíření SID na Benešovsko, Vlašimsko a Voticko (licenční čísla některých linek byla upravena již k 1. 4. 2009)

## Součásti a plán rozvoje
Součástmi SID zpočátku byly izolované lokální systémy:
- Kladenská integrovaná doprava (KLID) (vznik přibližně v roce 2003 nebo 2004). V listopadu 2005 zahrnoval IDS KLID 18 linek městské dopravy Kladno a 37 regionálních linek KLID. Od 26. února 2006 KLID obsluhoval 105 obcí a evidoval 40 tisíc držitelů čipových karet.
- Integrovaná doprava Benešovska (jediná linka Vlašim–Benešov, od 1. září 2004))
- Integrovaná doprava Berounska (IDB) (od 2. ledna 2005)
- Integrovaná doprava okresu Kutná Hora (IDS KH) (od 17. července 2005)
- SID na Rakovnicku (od 1. září 2005)
- SID na Velvarsku (od 26. února 2006)
- Kolínsko – od 1. září 2006 pouze přečíslováno 15 linek, tarif zatím zůstal původní
- Nymbursko – od 4. března 2007
- postupně se SID rozšiřovalo na další území a propojovalo

Podle programu rozvoje SID, který schválilo Zastupitelstvo Středočeského kraje 27. června 2005 jako usnesení č. 5/2005/ZK, měl rozvoj probíhat takto:
- 2006 části Kolínska, Berounska
- 2007 části Nymburska, Benešovska
- 2008 části Mladoboleslavska, Mělnicka
- 2009 části Příbramska
- 2010 dokončení oblasti Kladenska, Kolínska
- 2011 dokončení oblasti Nymburska, Berounska
- 2012 dokončení oblasti Benešovska
- 2013 dokončení oblasti Mělnicka
- 2014 dokončení oblasti Příbramska
- 2015 dokončení oblasti Mladoboleslavska

V roce 2013 byla do integrovaných dopravních systémů začleněna autobusová doprava na většině území kraje s výjimkou okresů Mladá Boleslav a Mělník a oblasti Slánska. Začleňování železniční dopravy do SID nebylo vůbec započato. Podle sdělení pražského radního pro dopravu Jiřího Pařízka z 18. února 2014 zbývalo ještě 7 oblastí, kde bylo třeba dokončit integraci autobusových linek: Mělnicko-Neratovicko, Kladno a Slaný, Rakovnicko, Štěchovice a Sedlčany, okolí Mladé Boleslavi, Beroun-Rudná a Příbram.
Zapojení železnic do SID bylo od počátku plánováno a připravováno, avšak nikdy nedošlo k dohodě s majoritním dopravcem, Českými dráhami. Středočeský kraj nebyl ochoten vyhovět požadavku ČD na vyšší standard čipových karet (MIFARE DESFire místo MIFARE Standard), naopak České dráhy a.s. nebyly připraveny akceptovat přesný clearing tržeb v systému check in – check out, založený na přesné evidenci jízd i u přestupních a časových jízdenek. V době, kdy již byl připraven pilotní projekt zkušebního provozu na vybraných lokálních tratích, nenašel kraj v rozpočtu prostředky na jeho realizaci.

## Dopravci v SID
- ANEXIA
- Arriva Východní Čechy
- ČSAD Benešov
- ČSAD MHD Kladno
- Arriva Střední Čechy
- ČSAD Slaný
- Okresní autobusová doprava Kolín
- ČSAD Polkost

## Vztah k PID při vzniku SID
Značná část veřejné dopravy v částech Středočeského kraje bližších k Praze (okresy Praha-východ a Praha-západ a okrajové části dalších s nimi sousedících okresů) byla již před vznikem SID zahrnuta do jiného integrovaného systému, Pražské integrované dopravy (PID). Se vznikem samosprávného Středočeského kraje v roce 2000 započaly snahy, aby tato samosprávná územní jednotka měla vlastní integrovaný dopravní systém.
SID a PID prozatím nejsou navzájem takřka nijak integrovány. Středočeský kraj uložil hledat způsob, jak do budoucna vymezit působnost těchto dvou systémů a zajistit jejich kompatibilitu. Rada kraje v usnesení č. 51-11/2005/RK ze dne 25. května 2005 doporučila zahájit jednání s představiteli hlavního města Prahy o postupném sjednocování Tarifů Středočeské integrované dopravy a Pražské integrované dopravy. Zároveň při opakovaném výrazném zvyšování jízdného v MHD Praha prosadil Středočeský kraj, že jízdné PID na území Středočeského kraje se zvyšuje výrazně pomaleji, což bylo realizováno tak, že od 1. července 2005 bylo pražské pásmo P změněno na dvojpásmo a od 1. 1. 2008 bylo zavedeno kromě dojezdového pásma 0 ještě příhraniční pásmo B, takže základní jízdné po Praze již odpovídalo čtyřpásmové jízdence a nikoliv dvoupásmové jako původně; byla též zavedena levnější dvoupásmová jízdenka, která platí pouze ve vnějších pásmech.
Odbor dopravy krajského úřadu Středočeského kraje v dubnu 2007 uvedl, že Středočeský kraj usiluje o navázání spolupráce mezi integrovanými systémy a že organizaci ROPID bylo předloženo již několik projektů na propojení tarifních a odbavovacích systémů SID a PID, avšak ze strany ROPID nebyla dosud žádná odezva na předložené návrhy.
Městský radní Radovan Šteiner v březnu 2008 v odpovědi na interpelaci uvedl, že se Praha velmi intenzivně snaží o zapojení Středočeského kraje do fungování a vlastnické struktury ROPIDu, přičemž prohlásil za logické a správné, aby Středočeský kraj a jednotlivá města a obce měly možnost se na řízení této organizace podílet, v ideálním případě být i spoluvlastníky Ropidu. V této souvislosti naznačil nutnost přeměny ROPIDu z příspěvkové organizace na obchodní společnost. Přitom Šteiner zmínil, že do společného fungování jistě bude chtít promluvit reprezentace zvolená v krajských volbách v listopadu 2008, přičemž pokud by to byl „pan dr. Rát, který by toto záležitosti řešil“, mohlo by to podle Šteinera zkomplikovat definitivní podobu Ropidu a jeho managementu na několik dalších let, ne-li na celé příští volební období. Po volbách byl zvolen středočeským hejtmanem David Rath a myšlenka na transformaci ROPIDu se již neobjevovala.

## Hromadná výpověď a výběrová řízení
V lednu 2011 středočeský hejtman David Rath oznámil, že vypoví všechny stávající smlouvy s dopravci (včetně smluv s ROPIDem, jejichž účastníky jsou i středočeské obce a Praha) a vyhlásí nová výběrová řízení.
Od 1. února 2011 a v oblasti PIDu 6. března 2011 kraj s odvoláním na vládní rozpočtové škrty (snížení rozpočtu kraje o miliardu Kč oproti předchozímu roku či o 180 milionů) zredukoval dotace autobusových spojů, včetně obou integrovaných systémů, čímž došlo k omezení dopravy asi o pětinu či čtvrtinu, v oblasti PIDu nakonec jen asi o 5 %. V lednu 2011 hejtman David Rath obvinil ROPID ze špatné spolupráce, škodolibosti a snahy o sabotáž a zmínil úvahu, že kraj ROPIDu vypoví smlouvu a vyhlásí soutěž na nového koordinátora příměstské dopravy. ROPID varoval, že ukončení spolupráce by znamenalo rozvázání návazností na vlaky a integrace s Prahou a znamenalo by to krok zpátky až o 20 let. V otázce rozsahu omezení, pohrůžek ROPIDu i způsobu jednání s obcemi se do sporu s hejtmanem Rathem dostal náměstek hejtmana pro dopravu Robin Povšík, rovněž z ČSSD, který si postěžoval, že s ním hejtman své kroky ani nekonzultuje, nepřizvává ho k jednáním, nebral v potaz Povšíkova jednání s ROPIDem a své kroky v krajské radě prosazuje silou. Členové krajského zastupitelstva se před volbami straně upsali čtyřmilionovými směnkami, že budou hlasovat v souladu s usneseními zastupitelského klubu.
Jak hejtman Rath avizoval již v lednu 2011, 10. května 2011 rada Středočeského kraje rozhodla, že ke konci května vypoví všechny smlouvy a nové uzavře na základě výběrových řízení, která vyhlásí v roce 2012, čímž chce zlevnit a zkvalitnit dopravu v kraji. Po vypovězení smluv proběhne roční lhůta pro vyvěšení soutěže a následně půlroční lhůta pro vlastní soutěž, její vítězové by měli provozovat dopravu od roku 2013, do té doby budou platit dosavadní smlouvy. Roční dotace na autobusovou dopravu údajně činí kolem 600 milionů Kč a pobírá ji kolem 30 dopravců. Jako jeden z hlavních důvodů uvedl hejtman David Rath chaotičnost a nevyváženost dotací, kdy některému dopravci je hrazeno 18 Kč/km, zatímco jinému za srovnatelné služby až 36 Kč/km. Předsedkyně kontrolního výboru zastupitelstva kraje Dagmar Nohýnková z opoziční ODS vyjádřila obavu, že roky budovaný systém dopravní obslužnosti se zhroutí.
Dne 31. května 2011 kraj smlouvy vypověděl, nejprve s roční výpovědní lhůtou, tj. ke dni 31. května 2012, v červnu 2011 upravil výpovědi dodatkem tak, že dosavadní smlouvy platí až 8. prosince 2012, avšak i toto datum vzbuzuje obavy, že je nerealistické, pokud se někdo proti výpovědím bude odvolávat. Později byly údajně výpovědní lhůty prodlouženy do 30. června 2013, jiný zdroj uvádí, že do konce února 2013. Dne 9. července 2011 kraj oznámil na vývěsce EU záměr vyhlásit výběrové řízení. Hejtman David Rath vyzval obce, aby rovněž smlouvy s dopravci vypověděly. Náměstek pražského primátora Karel Březina ČSSD) označil jednostranné vypovězení smluv bez předchozí domluvy s obcemi a sousedními kraji za velmi riskatní a za vážné ohrožení dopravní obslužnosti a za jediné řešení považuje vzít výpovědi zpět. Stejný názor vyjádřila později i středočaská organizace TOP09 a STAN, avšak náměstek hejtmana Robin Povšík (ČSSD) označil tyto obavy za zbytečné strašení lidí ze strany pravice. V listopadu 2011 iDnes.cz přinesla informaci, že na nesrovnalosti v rozdělování dotací upozornil vedoucí oddělení veřejné dopravy krajského úřadu František Mráček, který až do roku 2007 byl v ROPIDu vedoucím pracovníkem odpovědným za projektování dopravy a po svém odchodu z ROPIDu se stal jeho soustavným kritikem. Pražskou integrovanou dopravu má i v okresech Praha-východ a Praha-západ nahradit Středočeská integrovaná doprava. V prosinci 2011 dosud nebyla stanovena kritéria zamýšlených výběrových řízení a situace byla nejasná.
Podle původní výpovědi měly dosavadní smlouvy přestat platit k 31. květnu 2012, takže bylo předem zřejmé, že kraj nemůže splnit povinnost nejméně rok před zahájením nabídkového řízení uveřejnit oznámení v Ústředním věstníku Evropské unie. Na to a na další projevy neprofesionálního přístupu kraje ve společném dopise ostatním obcím upozornila skupina středočeských primátorů a starostů, převážně zvolených za ODS, mezi kterými byli starosta Líbeznice Martin Kupka, primátor Mladé Boleslavi Raduan Nwelati, primátor Kladna Dan Jiránek, senátorka a starostka Přezletic Veronika Vrecionová, starosta Českého Brodu Jakub Nekolný, starosta Říčan Vladimír Kořen, starosta města Slaný Ivo Rubík, starosta Roztok Jan Jakob, poslanec a starosta Vlašimi Luděk Jeništa, starosta Sedlčan a místopředseda výboru pro dopravu v krajském zastupitelstvu Jiří Burian a další. Skupina se rozhodla vytvořit pracovní fórum „Dopravu neřežeme – dopravu řešíme“ a k účasti v něm přizvat i zástupce dalších středočeských obcí, hlavního města Prahy i Středočeského kraje. V polovině září 2011 se v Říčanech (původně bylo plánováno do Prahy) uskutečnilo pracovní fórum více než 50 z 1145 primátorů, starostek a starostů Středočeského kraje, nazvané „Dopravu neřežeme – dopravu řešíme“, jeho usnesení proti nesystémovým škrtům spojů a proti způsobů vyhlášení výběrového řízení na nové dopravce a nedostatečné spolupráci kraje s obcemi je zmiňováno např. jako Říčanská výzva. Ta obsahuje požadavek, aby kraj stáhl oznámení výběrových řízení na autobusovou dopravu z července 2011 a aby se kraj před vyhlášením nové soutěže dohodl na společném postupu s obcemi a Prahou. Vedoucí oddělení veřejné dopravy krajského úřadu František Mráček (bývalý významný manažer ROPIDu) údajně na říčanském setkání připustil, že pokud se Středočeský kraj při přípravě nového systému nedomluví s Prahou, může se stát, že lidé budou muset na hranici s hlavním městem přestupovat, a vedoucí krajského odboru dopravy Lukáš Kopřiva nakonec uvedl, že pokud by jednání s Prahou zkrachovala, kraj by platil středočeské linky až k první stanici metra v Praze. Další setkání pracovní skupiny se konalo 24. listopadu 2011 v Praze. Reagovalo zejména na krajem ohlášený záměr zcela vytlačit Pražskou integrovanou dopravu z území Středočeského kraje.
Středočeská ODS koncem prosince 2011 oznámila záměr obrátit se na ministerstvo vnitra se žádostí o stanovisko k tomu, že krajský plán dopravní obslužnosti na období 2012 až 2016 schvalovala pouze rada kraje a nikoliv zastupitelstvo, což je podle ODS v rozporu se zákonem o veřejných službách v přepravě cestujících. Náměstek hejtmana Robin Povšík uvedl, že kraj má k dispozici rozbor, podle než postačí, když dokument schválí krajská rada.
Mluvčí kraje v únoru 2012 avizovala, že výběrová řízení budou vyhlášena v červenci 2012 a z nich vzešlí dopravci převezmou dopravu od března 2013. Prezentovala vizi rozdělení kraje na 52 oblastí po zhruba 10 až 20 linkách a na 25 samostatně soutěžených páteřních linek. Výběr má spočívat především na efektivitě z hlediska nákladů. Kraj vyzval obce k připomínkám a také k tomu, aby se k výběrovým řízením „připojily“. Starostové sdružení v pracovním fóru „Dopravu neřežeme – dopravu řešíme“ se dva dny poté odmítli připojit k pracím na nepřipraveném, neprodiskutovaném a právně problematickém výběrovém řízení s poukazem na to, že obce se nemohou plnohodnotně přidat k výběrovým řízením kraje, pokud nejsou od prvopočátku jejich spoluvyhlašovateli, a také na to, že kraj opomenul jednat s klíčovým partnerem, hlavním městem Prahou.
Dopravní výbor pražského zastupitelstva 25. dubna 2011 odsouhlasil návrh ROPIDu sjednotit PID s SID i dosud neintegrovanou dopravu v oblasti. Záměrem je vytvořit společnou komisi ze zástupců Prahy a Středočeského kraje, následovat má memorandum, smlouva o partnerství a nakonec sloučení organizací, které v krajích veřejnou dopravu plánují. Miloslava Vlková, předsedkyně výboru pro dopravu zastupitelstva Středočeského kraje, na jednání pražského výboru se záměrem vyslovila souhlas a prohlásila za dobré, aby se smlouva o spolupráci stihla podepsat do krajských voleb 2012.
Prezident ADSSS v prosinci 2011 na valné hromadě sdružení připomenul, že zatímco celorepublikově mají autobusoví dopravci zisk 60 milionů Kč, ve Středočeském kraji vykazují ztrátu 55 milionů Kč, tj. fakticky dopravu v kraji dotují. Kraj hodlá situaci řešit začátkem roku 2012 osobním jednáním s každým z dopravců. Problém je s částí kraje mimo oblast PID, v oblasti PID se situace jeví jako stabilní.
Podle iDnes.cz ROPID odmítl podepsat dodatek o prodloužení výpovědní lhůty ohledně linek PID do února 2013, takže platnost dosavadní smlouvy skončí 31. května 2012. Náměstek pražského primátora Josef Nosek zaslal Středočeskému kraji upravený návrh dodatku smlouvy, který by výpovědní lhůtu prodloužil do konce roku 2014, aby výběrová řízení mohla být kvalitně připravena, ale hejtman David Rath údajně tento návrh odmítá. Rath zmínil, že má připravený krizový plán spočívající v tom, že pokud by někteří dopravci v PID po uplynutí výpovědní lhůty přestali jezdit, nahradil by je jinými dopravci, resp. uzavřel by s dopravci smlouvy přímo bez prostřednictví ROPIDu.
Podle informace z května 2012 má zadání výběrových řízení na provozování celkem asi 1300 autobusových linek po dobu 8 let být vyhlášeno 9. června 2012.
Po zatčení a rezignaci hejtmana Davida Ratha rada Středočeského kraje 21. května 2012 rozhodla o stažení výpovědí autobusovým dopravcům. Náměstek hejtmana Robin Povšík to zdůvodnil tím, že by se do voleb nestihlo vypsat řádné výběrové řízení na nové dopravce

## Příprava sloučení s PID
Na konci listopadu 2012 bylo započato jednání o sloučení PID a SID v jednu metropolitní integrovanou dopravu. Zástupci organizace ROPID navštívili krajský úřad a společně s jeho představiteli dohodli okruh otázek, na které chtějí odpovědi. Do konce ledna 2013 má vzniknout ucelený materiál (ze zprávy není zřejmé, kdo ho má zpracovat), který pak projednají rady obou krajů, a má být stanovena širší komise pro konkrétnější jednání. Zvažováno má být zavedení jednotné čipové karty, zřízení společného podniku pro organizaci dopravy atd.
Tým odborníků z organizace ROPID, z odboru dopravy středočeského krajského úřadu a politici z výboru dopravy zastupitelstva Středočeského kraje připravili v roce 2013 84stránkový dokument Analýza současného stavu a návrh dalšího postupu integrace veřejné dopravy v Praze a Středočeském kraji.
Výbor pro dopravu Zastupitelstva hl. m. Prahy schválil 6. listopadu 2013 záměr sjednotit Pražskou a Středočeskou integrovanou dopravu do jednoho systému; stejné usnesení přijal 31. října 2013 výbor pro dopravu zastupitelstva Středočeského kraje. Na základě těchto usnesení rozhodnou Rada hlavního města Prahy a Rada Středočeského kraje. Podle záměru má sjednocování do jednoho společného integrovaného dopravního systému začít v roce 2014. Dosud nedošlo k dohodě, kdo by měl celý sjednocený systém řídit. Konkrétní principy fungování sjednoceného IDS nebyly zatím v analýze a usneseních uvedeny, analýza však vychází z principu, že integrovaný dopravní systém tvoří jednu síť a má jeden společný tarif a společné jízdenky. Účelem sjednocení je podle usnesení zlevnit, zjednodušit, zefektivnit a zrychlit hromadnou dopravu. Rada hlavního města Prahy schválila 18. února 2014 záměr sloučit oba systémy na principu jedna jízdenka, jeden tarif a jedna síť. Rada Středočeského kraje se od té doby nevyjádřila, například v prezentaci ROPIDu z 20. května 2014 není žádné stanovisko rady kraje zmíněno.
Na konferenci Integrované dopravní systémy, pořádané Sdružením dopravní telematiky ve Žďáru nad Sázavou dne 20. května 2014, prezentoval vedoucí technicko provozního odboru ROPID Ing. Radim Vysloužil projektový záměr ROPIDu na léta 2014–2020, podle kterého by centrální dispečink ROPID měl převzít řízení dopravy pro celý kraj, přičemž by měl být rozšířen systém sledování vozidel v reálném čase, informační prvky ve vozidlech i zastávkách, cca 2000 autobusů a 550 křižovatek by mělo být vybaveno zařízením pro preferenci autobusů na semaforech, měly by být instalovány samoobslužné kiosky pro prodej jednotlivých i časových jízdenek, akceptující i bankovní karty, železniční zastávky a autobusy v kraji by měly být vybaveny označovači jízdenek
Rada hlavního města Prahy schválila 17. února 2015 vznik řídící rady nového integrovaného dopravního systému. Město Praha očekává o Středočeského kraje, že vznik této řídicí rady také schválí a jmenuje do ní své zástupce. Členy řídící rady mají být zástupci politických reprezentací obou krajů, zástupci organizace ROPID a Odboru dopravy Krajského úřadu Středočeského kraje a nezávislí odborníci. Řídicí rada má stanovit konkrétní parametry nového IDS, harmonogram integračních etap a založení nového organizátora dopravy, ve kterém budou zastoupeny oba kraje.
Rada Středočeského kraje 16. května 2016 na svém pravidelném zasedání projednala postup integrace hromadné dopravy na území Středočeského kraje a hlavního města Prahy. Doporučila pokračovat v integraci dalších oblastí do připravovaného společného integrovaného dopravního systému (IDS) Středočeského kraje a Prahy.
V nejbližší době měly být podle rady kraje do systému PID a následně do nového společného IDS Středočeského kraje a Prahy integrována doprava v oblasti Lysá nad Labem – Milovice a v přilehlém okolí, kde se prolíná tarif PID, tarif SID a neintegrované tratě a linky. V přípravě integrace do společného IDS byly podle hejtmana oblasti Příbram-Dobříš-Praha, Slaný–Praha. Poté v dalších etapách měla být postupně integrována do společného IDS území měst Benešov, Beroun, Zdice, Čáslav, Hořovice, Kolín, Kouřim, Zásmuky, Kutná Hora, Uhlířské Janovice, Městec Králové, Mladá Boleslav, Mnichovo Hradiště, Sedlčany, Dobříš, Nymburk, Sadská, Poděbrady, Příbram, Rakovník, Vlašim a Votice.
V úterý 9. srpna 2016 schválila Řídicí rada společného integrovaného dopravního systému Prahy a Středočeského kraje na společném zasedání v sídle Krajského úřadu Středočeského kraje na zřízení středočeského organizátora integrované dopravy, příspěvkové organizace Integrovaná doprava Středočeského kraje (IDSK). Ta má následně ve spolupráci s organizací ROPID připravovat integraci jednotlivých oblastí podle schváleného harmonogramu. IDSK a ROPID mají v budoucnu na základě vzájemné smlouvy spolupracovat a doplňovat se, aby postupně mohl vzniknout společný integrovaný dopravní systém, který bude pokrývat území Prahy i celého Středočeského kraje podle zásady jedna jízdenka, jeden tarif, jeden jízdní řád, jedna síť. Podle informace středočeského hejtmana Miloše Petery na příštím jednání krajského zastupitelstva měla být projednána a schválena zřizovací listina nového organizátora integrované dopravy. Od nového roku 2016 měl zavést integrovanou dopravu v regionech Nymbursko II, Mělnicko III a Sedlčansko I., od poloviny roku 2017 na Kladensku. Náměstek pražské primátorky Petr Dolínek přislíbil, že se návrhem na integraci obou systémů měla v nejbližší době zabývat i Rada hlavního města Prahy. Jako příklad uvedl, že je třeba s novým jednotným systémem sladit nákup nových jízdenkomatů.
IDSK a ROPID měly od 1. ledna 2017 pracovat na společném pracovišti v Praze v Rytířské ulici a na přípravě společného IDS spolupracovat. Měly užívat společný software pro jízdní řády i s výstupy pro ekonomiku. IDSK měla převzít především dosavadní činnosti oddělení dopravní obslužnosti kraje na krajském úřadě, které se vznikem příspěvkové organizace zaniklo. Činností IDSK je především komplexní dopravní a ekonomická správa regionálních autobusových linek PID nezajíždějících do Prahy (původně řada 400), objednávka železniční dopravy na území kraje a správa linek SID a nezaintegrovaných autobusových linek. Systémové činnosti (marketing, přepravní průzkumy, standardy kvality, odbavovací systémy, technika) měla mít zajištěné smluvně od ROPIDu. ROPIDu měla zůstat správa linek MHD v Praze a příměstských linek PID řady 300 a objednávky železniční dopravy v Praze. Souběžná existence dvou příspěvkových organizací byla označena za vývojový mezistupeň, aby mohl vzniknout jeden nový organizátor vlastněný oběma kraji.
Počínaje rozšiřováním PID k 26. březnu a 1. dubnu 2017 začaly být linky SID nahrazovány linkami PID. Tento proces byl završen ke dni 12. června 2022, kdy integrací Březnicka, Krásnohorska a Čáslavska bylo zároveň završeno rozšiřování PID na celé území kraje – k integraci pak zbývalo už jen několik větších měst s nezaintegrovanou MHD (Mladá Boleslav, Příbram, Kolín).